# Ligne d'Aix-les-Bains-Le Revard à Annemasse
La ligne d'Aix-les-Bains-Le Revard à Annemasse est une ligne de chemin de fer française à écartement standard et à voie unique électrifiée. Elle relie Aix-les-Bains à Annemasse, à proximité immédiate de Genève, en desservant Annecy, préfecture de la Haute-Savoie et La Roche-sur-Foron, origine d'un embranchement qui remonte la vallée de l'Arve jusqu'à Saint-Gervais-les-Bains.
Elle constitue la ligne no 897 000 du réseau ferré national.

## Histoire
La section d'Aix-les-Bains à Annecy a été déclarée d'utilité publique le 1er août 1860. Elle a été concédée à la Compagnie des chemins de fer de Paris à Lyon et à la Méditerranée (PLM) par une convention entre le ministre secrétaire d'État au département de l'Agriculture, du Commerce et des Travaux publics et la compagnie signée le 1er mai 1863. Cette convention a été approuvée par un décret impérial le 11 juin 1863.

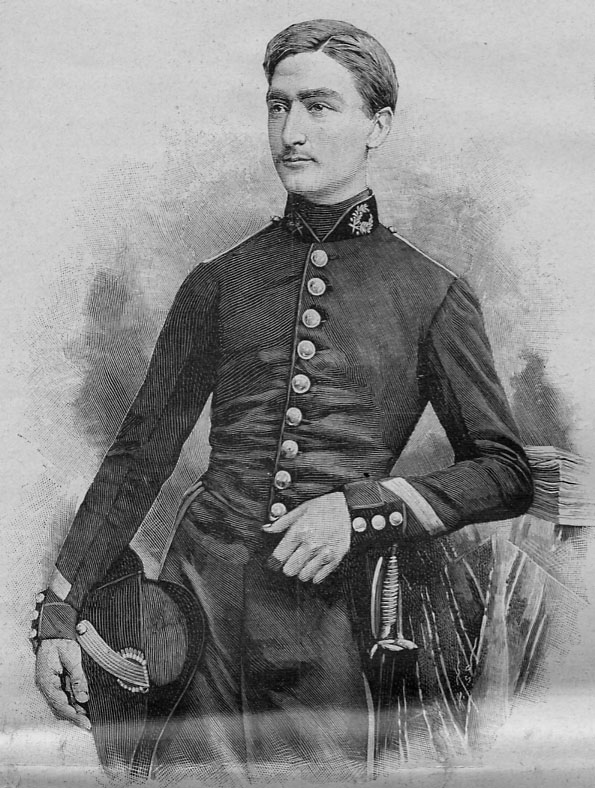
Sadi Carnot, ingénieur des ponts et chaussées chargé des études du chemin de fer Annecy-Annemasse.

Ingénieur des ponts et chaussées en Haute-Savoie et futur président de la République, Sadi Carnot conduit en 1868 les études du chemin de fer Annecy-Annemasse, qui suscite alors des différends au sein de la population locale et dans le canton de Genève. Grâce à ses relations, Carnot parvient à imposer ses propositions face à celles de l’ingénieur de la compagnie PLM de Chambéry, proche des positions genevoises,.
La section d'Annecy à Annemasse avait été concédée à titre éventuel à la même compagnie le 18 juillet 1868. Elle est déclarée d'utilité publique et concédée à titre définitif par une loi le 23 mars 1874.
La mise en service a été réalisée en trois étapes :
- d'Aix-les-Bains à Annecy le 5 juillet 1866[7],
- de La Roche-sur-Foron à Annemasse le 10 juillet 1883[8],
- d'Annecy à La Roche-sur-Foron le 5 juin 1884[9]  (ouverture retardée en raison de désordres sur le viaduc d'Évires).

Le 1er juin 1890, la section de La Roche-sur-Foron à Cluses de la ligne de La Roche-sur-Foron à Saint-Gervais-les-Bains-Le Fayet a été mise en service par le PLM.
Sous l'impulsion de Louis Armand, futur président de la SNCF, la section Aix les Bains – La Roche sur Foron a été testée le 7 juin 1944 pour la mise au point d'une alimentation électrique en courant alternatif de 25 000 V et à la fréquence de 50 Hz. Ce système était totalement nouveau à l'époque, en dehors de quelques essais peu concluants sur une ligne de montagne allemande. À cet effet, la section d'Aix-les-Bains à Annecy a été équipée en 20 kV le 15 juin 1950. Compte tenu des résultats prometteurs, cet équipement a été prolongé jusqu'à La Roche-sur-Foron le 10 mai 1951. Néanmoins il était nécessaire de recourir à des locomotives bicourants pour assurer la connexion avec le reste du réseau alors alimenté en courant continu à 1 500 V. La CC 20001, surnommé la Grand'Mère, est la première machine bicourant circulant sur cet axe.
Le 15 novembre 1953, la tension est portée à 25 kV ce qui deviendra un standard pour les électrifications françaises futures ainsi que pour bon nombre de pays du monde entier.
Le 28 juillet 1954, la traction électrique en 25 kV - 50 Hz a atteint Annemasse.
En 1961, afin de supprimer trois passages à niveau, la ligne a été couverte à la sortie est de la gare d'Annecy sur 397 m. En 1973, l'état préoccupant de la voûte déformée du tunnel du Sauvage entre Grésy-sur-Aix et Albens a conduit à abandonner cet ouvrage par la construction d'une déviation de 1 272 m.

## Tracé - parcours

Carte de la ligne

La ligne quitte Aix-les-Bains et traverse les Bauges avant d'atteindre Rumilly, petite ville industrielle de 13 000 habitants, où elle rejoint les gorges du Fier. Cette rivière sera franchie à huit reprises jusqu'à Annecy, préfecture de la Haute-Savoie, centre industriel et touristique de première importance. Autrefois, la ligne d'Annecy à Albertville, partiellement déclassée, permettait de rejoindre la vallée de la Tarentaise.
Au-delà, la ligne s'élève pour atteindre son point culminant situé à 770 m d'altitude dans le tunnel des Bornes (1 582 m) établi sous le col d'Évires. Ensuite en pente continue, la ligne perd de l'altitude et entre dans le Faucigny. Après avoir décrit une boucle à 180° au niveau de Saint-Laurent, elle rejoint la vallée de l'Arve à La Roche-sur-Foron, gare origine de la ligne de La Roche-sur-Foron à Saint-Gervais-les-Bains-Le Fayet qui donne accès à la région du Mont-Blanc.
Le tracé suit l'Arve à quelque distance et le rejoint après avoir desservi Reignier, au niveau de Monnetier-Mornex. La ligne de Longeray - Léaz au Bouveret est rejointe au niveau de l'ancienne halte d'Étrembières dominée par le Petit-Salève. Après avoir franchi l'Arve, la ligne pénètre en gare d'Annemasse, terme de son parcours après avoir laissé sur la gauche l'embranchement transfrontalier du CEVA qui rejoint la gare de Genève-Eaux-Vives (réhabilitée pour l'occasion) puis la gare de Genève Cornavin en territoire suisse.

## Infrastructure
En raison de la nature des régions traversées, c'est une ligne à mauvais profil : les déclivités atteignent 20 ‰, le rayon des courbes ne descend presque jamais en dessous de 300 m. C'est pourquoi la vitesse des trains est limitée en général à 110/115 km/h, sauf sur une courte section à proximité de Rumilly où elle atteint 140 km/h.
La ligne est équipée du block automatique lumineux (BAL) et de la radio sol-train avec transmission de données entre Aix-les-Bains et Annecy et du block manuel de voie unique banalisée (BM-VU) jusqu'à La Roche-sur-Foron, sans liaisons radio. En 2019, le BAL a été mis en place entre La Roche-sur-Foron et Annemasse. 
La totalité du parcours dispose d'un système de contrôle de vitesse par balises (KVB).
La ligne est électrifiée en courant alternatif 25 kV - 50 Hz. L'alimentation est réalisée par les sous-stations de Rumilly et de La Roche-sur-Foron. Seule une voie en impasse au nord du bâtiment-voyageurs d'Aix-les-Bains est alimentée en 25 kV ; pour rejoindre les autres voies à quai, celles de la ligne de Culoz à Modane (frontière) quant à elles équipées en 1,5 kV, il existe une section de séparation 1,5/25 kV à la sortie de la gare.

### Vitesses limites
Vitesses limites de la ligne en 2012 pour les AGC, les autorails ainsi que les TGV dans les deux sens de circulation (certaines catégories de trains, comme les trains de marchandises, possèdent des limites plus faibles) :
| De                      | À                  | Limite |
| ----------------------- | ------------------ | ------ |
| Aix-les-Bains-Le Revard | Km 14,8            | 115    |
| Km 14,8                 | Rumilly            | 140    |
| Rumilly                 | Km 36,8            | 115    |
| Km 36,8                 | Annecy             | 90     |
| Annecy                  | St-Martin-Bellevue | 100    |
| St-Martin-Bellevue      | St-Laurent         | 90     |
| St-Laurent              | La Roche-sur-Foron | 100    |
| La Roche-sur-Foron      | Reignier           | 110    |
| Reignier                | Km 89,6            | 90     |
| Km 89,6                 | Annemasse          | 80     |

## Exploitation
Pour le service voyageur, la ligne est coupée en deux : au nord et au sud d'Annecy. Les informations suivantes sont communiquées au SA 2022.
- Au nord, c'est la LEX 2 qui assurent les services entre Annemasse et Annecy, assurant ainsi 1 train/h et par sens. Entre Annemasse et La-Roche-sur-Foron ils sont complétés par des TER (Lyon) - Bellegarde - St-Gervais-le-Fayet ou la LEX 3 Coppet - Geneve - Annemasse - Cluses - St-Gervais-le-Fayet. Les TGV Paris - Annemasse - St-Gervais-le-Fayet empruntent, en saison, cette section. Entre La-Roche-sur-Foron et Annecy, aux heures de pointe, des relations TER Annecy - St-Gervais-le-Fayet completent les LEX 2.
- Au sud, des TER Valence - Grenoble - Chambéry -Annecy assurent des services réguliers (1 train/h), complétés par des TER Lyon-Part-Dieu - Annecy ou des TER Chambéry - Annecy. Des TGV Paris - Annecy empruntent aussi la section.

## Images

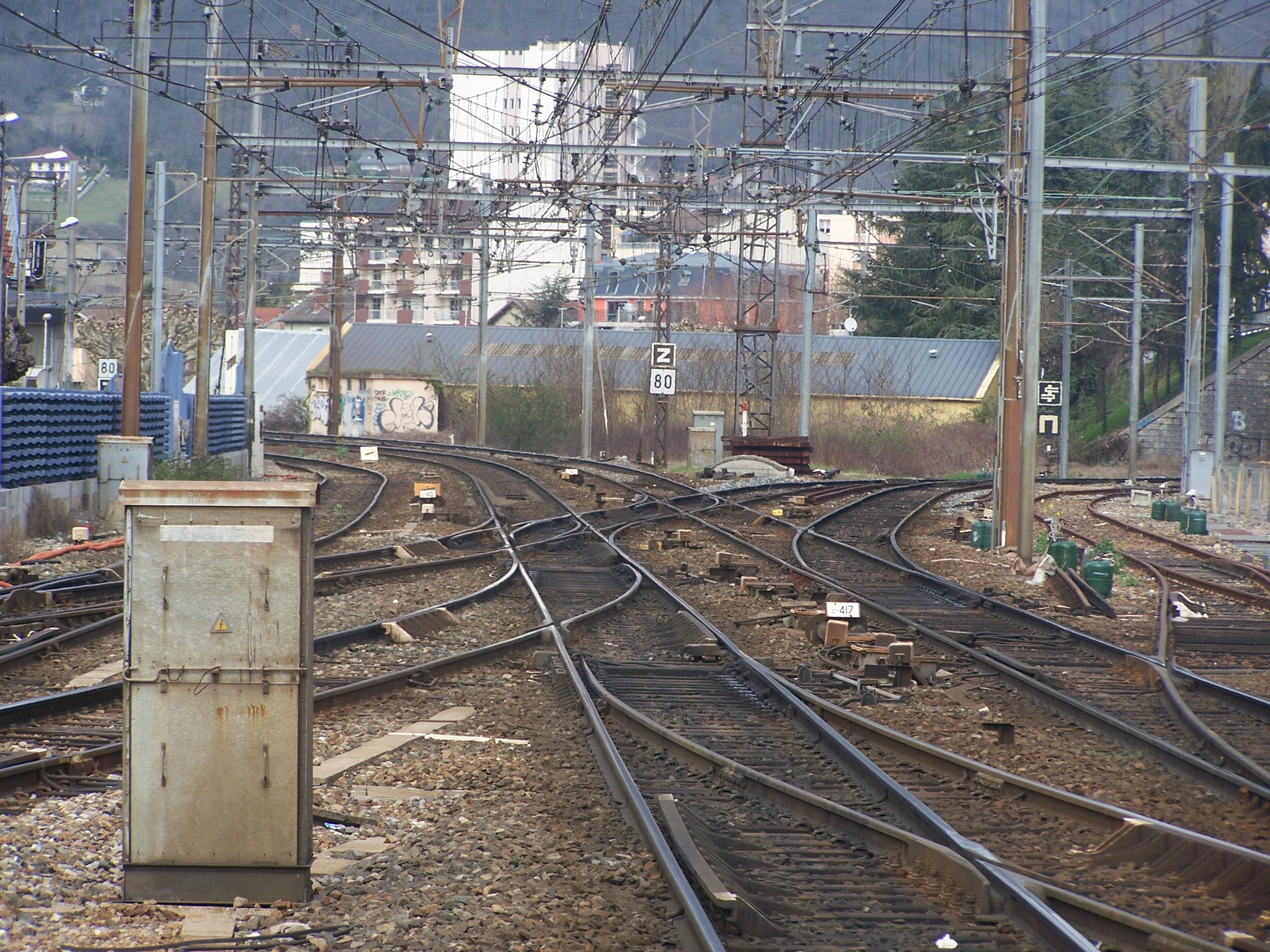
Bifurcation pour Annecy à la sortie d'Aix-les-Bains (à droite). La ligne de gauche part sur Culoz, puis Lyon.
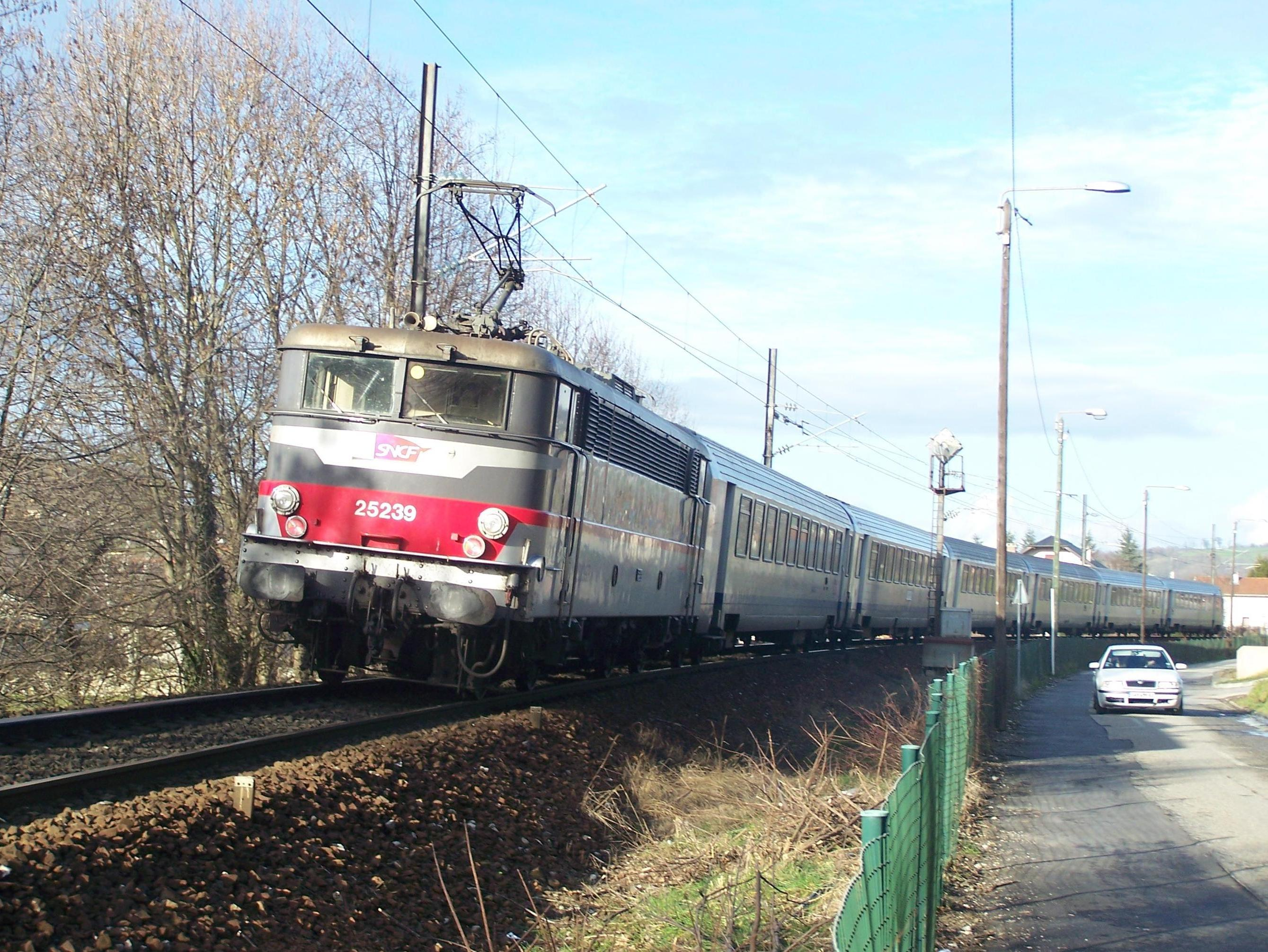
Un TER poussé par la BB 25239 quitte Aix-les-Bains en direction d'Annecy en 2007.
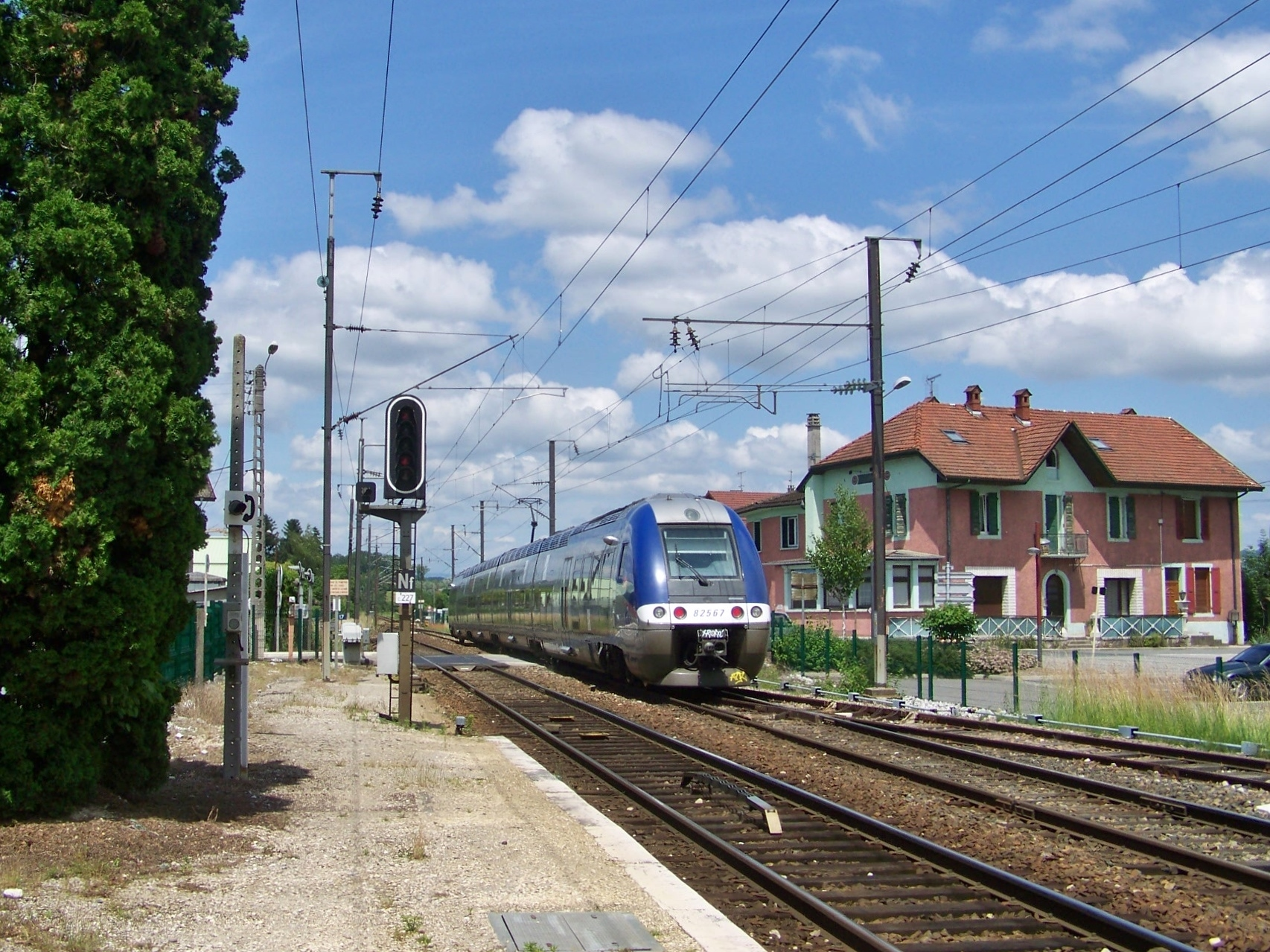
Un TER pour Annecy quittant la gare d'Albens.
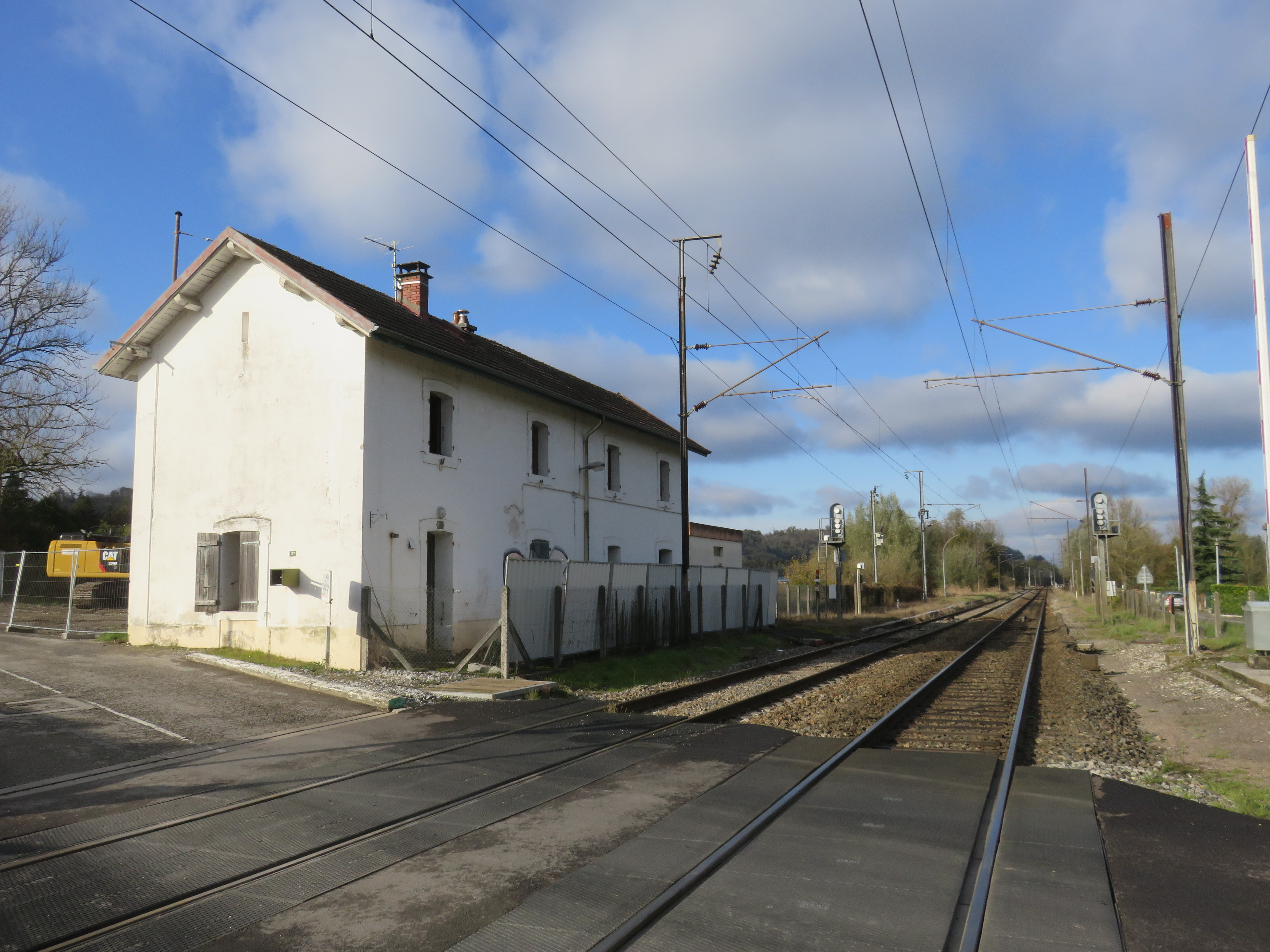
Ancienne gare de Bloye.
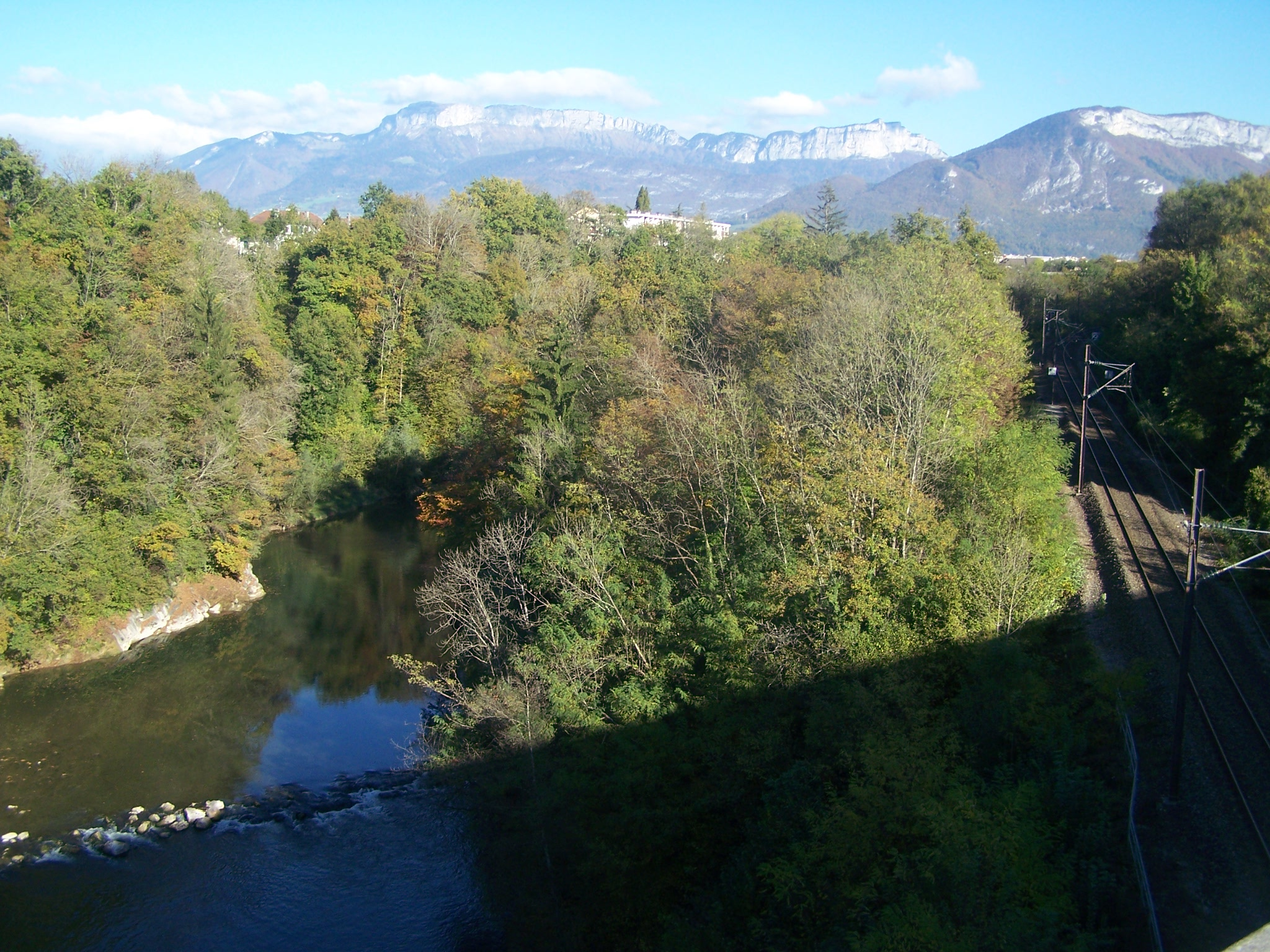
La ligne longeant le Fier à l'entrée d'Annecy.
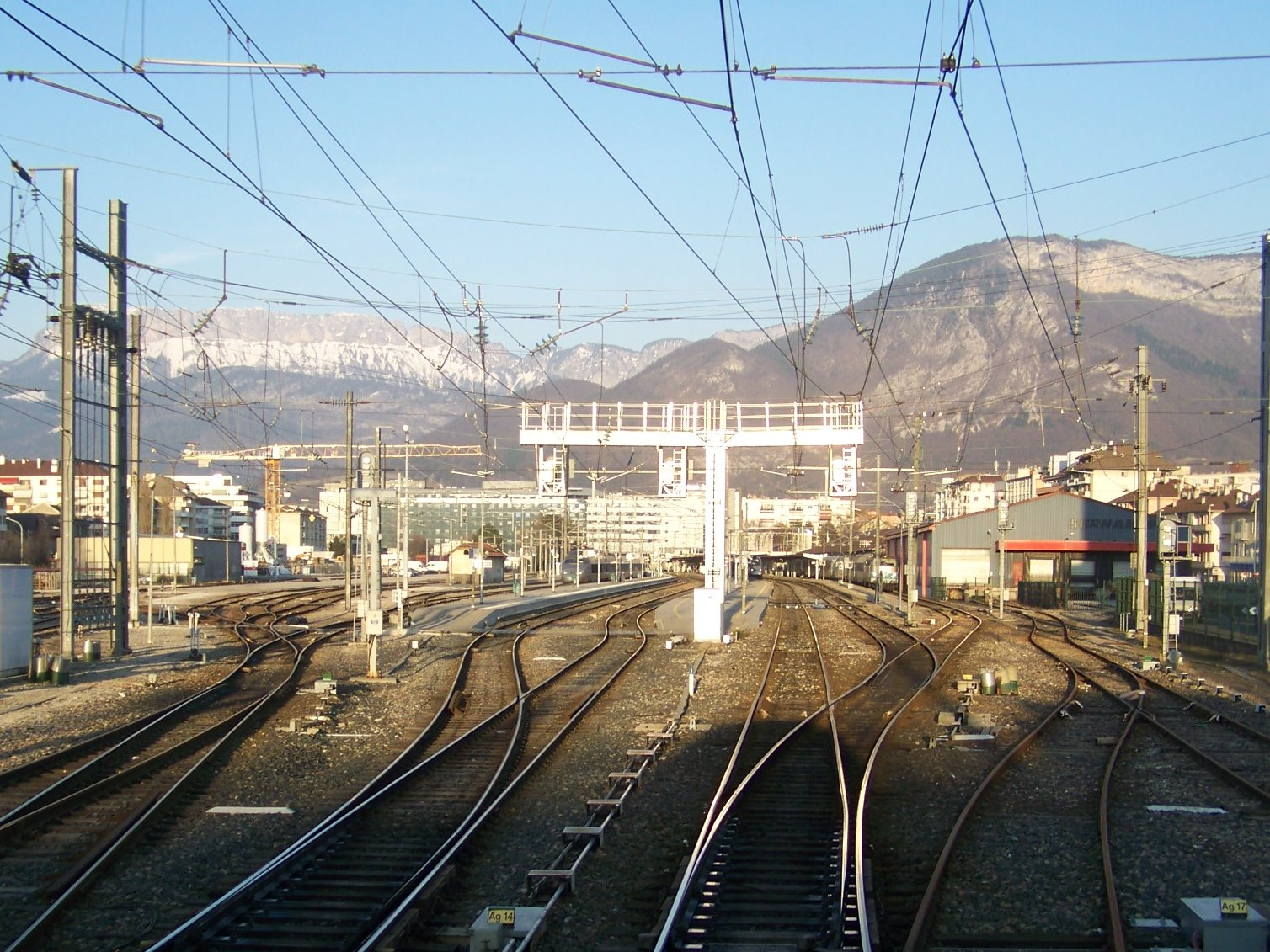
Entrée en gare d'Annecy en arrivant de Chambéry.
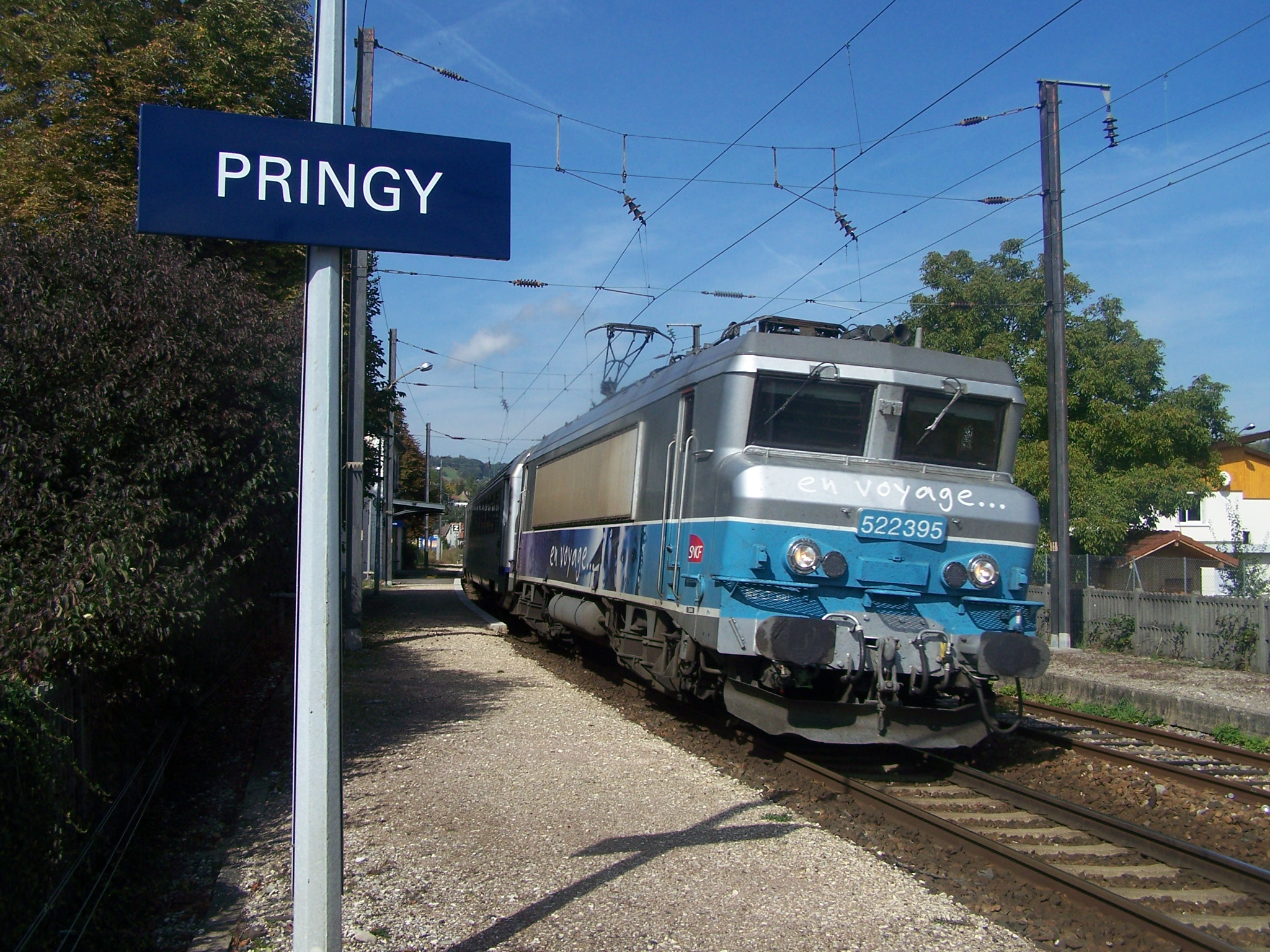
Passage sans arrêt d'un TER en provenance de Saint-Gervais en gare de Pringy quelques minutes avant son arrivée à Annecy.
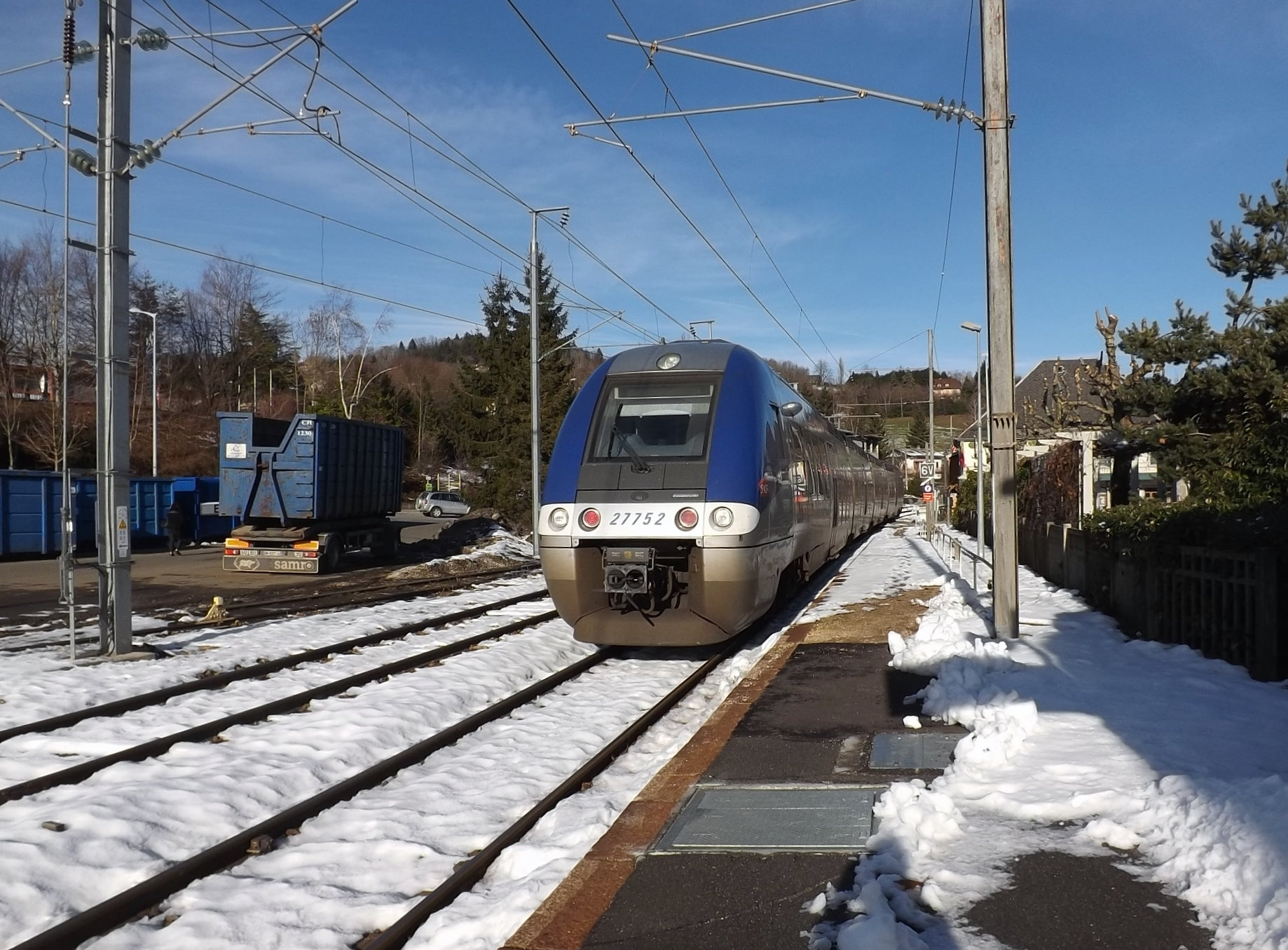
Un TER en gare de Groisy - Thorens - la-Caille.